# Čang Liang-liang
Čang Liang-liang, čínsky pchin-jinem Zhāng Liàngliàng, znaky 張亮亮 (* 1. října 1982 An-chuej) je bývalý čínský sportovní šermíř, který se specializoval na šerm fleretem. Čínu reprezentoval v prvním a druhém desetiletí jednadvacátého století. Na olympijských hrách startoval v roce 2012 v soutěži družstev. V roce 2005 obsadil druhé místo na mistrovství světa v soutěži jednotlivců. S čínským družstvem fleretistů vybojoval v roce 2010 a 2011 titul mistrů světa.